# Chris Hortman
Christopher Lee Hortman (* 13. September 1988) ist ein US-amerikanischer Basketballspieler.

## Laufbahn
Der aus Milwaukee im US-Bundesstaat Wisconsin stammende Hortman spielte als Schüler Basketball an der Wauwatosa East High School, es folgten im Universitätsbasketball zunächst die Stationen Milwaukee Area Technical College (NJCAA), wo er in der Saison 2009/10 in 30 Einsätzen im Schnitt 14,4 Punkte erzielte, und Missouri Valley College (NAIA), dort stand er in 27 Spielen auf dem Feld und erreichte einen Punkteschnitt von 13,9 je Begegnung. Hortmanns letzter Halt auf Hochschulniveau wurde im Spieljahr 2012/13 die University of Wisconsin - Stout (dritte NCAA-Division). Er war in dieser Saison, in der seine Mannschaft mit 20 Siegen und sieben Niederlagen eine gute Bilanz aufwies, mit statistisch 14,7 Punkten pro Einsatz bester Werfer der Truppe. Auch die 50 Dreipunktwürfe, die er im Saisonverlauf traf, und die je Partie eingesammelten 5,6 Rebounds waren mannschaftsinterne Spitzenwerte.
Als Berufsbasketballspieler war Hortman in der Frühjahrssaison 2014 für die Gold Coast Rollers in der australischen Liga SBL tätig und wurde als bester SBL-Spieler der Saison ausgezeichnet. Zum Spieljahr 2016/17 wechselte Hortman zum deutschen Regionallisten TV Ibbenbüren. Dort kam er auf einen Punkteschnitt von 25,0 pro Spiel und erzielte ebenso 9,7 Rebounds, 5,1 Korbvorlagen und 2,9 Ballgewinne je Begegnung. Anschließend wurde er vom Fachdienst eurobasket.com in die Mannschaft des Jahres der 1. Regionalliga West gewählt. In der Sommerpause 2017 schloss er sich den Schwelmer Baskets (2. Bundesliga ProB) an. Im November 2017 musste sich Hortman wegen einer Außenmeniskusverletzung einer Knieoperation unterziehen. Im Januar 2018 kam es zur vorzeitigen Trennung zwischen Spieler und Mannschaft. Hortman war von der Mannschaftsleitung vorgeworfen worden, untragbares Verhalten an den Tag gelegt zu haben und daraufhin suspendiert worden. Hortman reiste schließlich in die Vereinigten Staaten zurück. Hortman stand für Schwelm zuvor in elf Partien der 2. Bundesliga ProB auf dem Feld und erzielte dabei im Durchschnitt 18,6 Punkte sowie 7,7 Rebounds, 3,9 Korbvorlagen und 2,4 Ballgewinne.
Zu Beginn der Saison 2018/19 spielte Hortman für den kroatischen Zweitligisten KK Pula 1981 und erzielte in vier Ligaeinsätzen im Mittel 23,5 Punkte, 7,3 Rebounds und 3,0 Korbvorlagen pro Partie. Im November 2018 wurde er vom deutschen Zweitligisten FC Schalke 04 unter Vertrag genommen. Im Januar 2019 wurde Hortmans Vertrag in Gelsenkirchen aus sportlichen Gründen noch in der Probezeit aufgelöst. Er hatte in der 2. Bundesliga ProA fünf Spiele für S04 bestritten, stand dabei im Schnitt rund sieben Minuten je Begegnung auf dem Feld und erzielte 0,4 Punkte pro Einsatz.
Zur Saison 2019/20 wechselte er zum kroatischen Erstligisten KK Dubrava Zagreb. Ende Februar 2012 kam es zwischen Hortman und KK Dubrava zur Trennung. Bis dahin hatte er in der kroatischen Liga 14,5 Punkte je Begegnung erzielt.
Zur Saison 2020/21 wechselte er zu Vëllaznimi Gjakovë ins Kosovo und spielte hernach wieder in Kroatien. Im Januar 2022 wechselte er innerhalb Kroatiens zum Košarkaški Klub Stoja. Dort spielte er bis zum Ende der Saison 2021/22 sowie dann erneut in der Saison 2023/24.